# Sriednij Postoł
Sriednij Postoł (ros. Средний Постол) – wieś (dieriewnia) w Rosji, w Udmurcji, w rejonie zawjałowskim. W 2010 liczyła 610 mieszkańców.